# Velika župa Lašva-Pliva
Velika župa Lašva-Pliva bila je jedna od 22 velike župe na prostoru NDH. Sjedište joj je bilo u Travniku. Postojala je od 5. srpnja 1944. godine, spajanjem velikih župa Lašve i Glaža i Plive i Rame. Prvo je nosila ime "Lašva-Rama", a 7. rujna iste godine promijenila je ime u "Lašva-Pliva". Građansku upravu u župi vodio je veliki župan kao pouzdanik vlade imenovan od strane poglavnika. 
Velika župa je obuhvaćala je područje kotarskih oblasti:
- Bugojna,
- Jajca,
- Kupresa,
- Travnika,
- Varcar-Vakufa,
- Žepča

i grada Travnika.
Zbog ratnih operacija i prisutnosti neprijateljskih snaga, sjedište je od 5. studenoga 1944. bilo premješteno iz Travnika u Zenicu.